# Ібу (вулкан)
Гора Ібу (індонез. Gunung Ibu) — стратовулкан на північно-західному узбережжі острова Хальмахера, Індонезія. Вершина зрізана і містить кратери. Внутрішній кратер 1 км  завширшки та 400 м завглибшки, тоді як зовнішній становить 1,2 км шириною. Великий паразитичний конус знаходиться на північному сході вершини, менший – на південному заході. Останній живить лавовий потік внизу по західному флангу. Група маарів розташована на західній і північній стороні вулкана.